# Le Poison (poème)
Pour les articles homonymes, voir Le Poison.
 (mars 2018).
Si vous disposez d'ouvrages ou d'articles de référence ou si vous connaissez des sites web de qualité traitant du thème abordé ici, merci de compléter l'article en donnant les références utiles à sa vérifiabilité et en les liant à la section « Notes et références ».
Le Poison est un poème écrit par Charles Baudelaire dans son recueil de poèmes Les Fleurs du mal et dédié à Marie Daubrun.
La composition de ce texte est hors du commun. Baudelaire utilise des heptasyllabes mélangées aux alexandrins. Le tout est organisé en quatre quintils.
On peut noter la très grande présence de la mort. La composition révèle en trois parties un spleen auquel l'auteur essaye d'échapper en premier lieu par la consommation de vin, puis d'opium et enfin les femmes sans grand succès, résumant les paradis artificiels de l'époque.